# اسلام در جیبوتی
اسلام در جیبوتی (مقام)

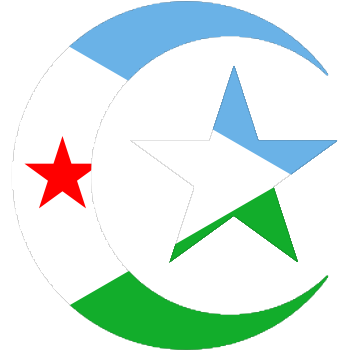
اسلام جیبوتی

اسلام در جیبوتی دارای سابقه ای طولانی است، اولین بار در زمان حیات محمد در شاخ آفریقا ظاهر شد. امروزه ۹۸٪ از ۴۹۰٬۰۰۰ ساکنانجیبوتی مسلمان هستند. به گفته پیو، ۷۷٪ از فرقه سنیسم (اصولاً پیرو سنت قانونی شافعی)هستند، در حالی که ۸٪ مسلمان غیر فرقه ای هستند و ۱۳٪ باقیمانده از فرقه‌های دیگر مانند قرآن گرایی، شیعه، اباضیه و غیره هستند. پس از استقلال، جمهوری نوپای نظام حقوقی را تا حدی مبتنی بر قوانین اسلامی ساختند.

## تاریخچه
اسلام در مدت کوتاهی پس از هجرت محمد از شبه‌جزیره عربستان به منطقه هورن وارد شد. زیله، در مجاور دو محراب مسجد ذوقبلتین است، و ساخت آن به قرن ۷ بازمی‌گردد که قدیمی‌ترین مسجد در شهرستان است. در اواخر قرن ۹، الیعقوبی نوشت که مسلمانان در حاشیه شمال سومالی زندگی می‌کنند. وی همچنین اشاره کرد که پادشاه آدال پایتخت خود را در این شهر قرار داده‌است، این حاکی از آن است که قدمت سلطنت عدل (با مقر آن زیله) حداقل به قرن ۹ یا ۱۰ برمی گردد. به گفته آی ام لوئیس، این حکومت توسط سلسله‌های محلی اداره می‌شد و همچنین بر سلطان نشین موگادیشو با تثبیت مشابه در منطقه بنادیر در جنوب حکومت می‌کردند. تاریخچه آدال از این دوره تأسیس به بعد با جنگهای پی در پی با حبشه شهر همسایه مشخص می‌شود.